# ان‌جی‌سی ۲۷۱۵
ان‌جی‌سی ۲۷۱۵ (انگلیسی: NGC 2715) نام یک کهکشان مارپیچی در صورت فلکی زرافه است که در سال 1871 توسط آلفونس بورلی کشف شد.